# Institut français de Naples
L'Institut français de Naples est un établissement né en 1919 dont la mission est d'entretenir des relations culturelles et linguistiques entre l'Italie méridionale et la France. Intégré au réseau culturel de la diplomatie française en Italie et dépendant du ministère des Affaires étrangères français, il a pour nom officiel Institut français Napoli depuis 2012. Situé quartier Chiaia dans un palais de style néo-Renaissance, il abrite un centre de recherche, une bibliothèque-médiathèque et les bureaux du consulat français.

## Histoire
La création de l'Institut français de Naples est directement liée au plus ancien institut français du monde, l'Institut français de Florence fondé en 1907 par Julien Luchaire. En 1918, ce dernier, alors directeur de l'Institut, détacha deux de ses professeurs non mobilisés afin de donner à Naples des cours de langue et de littérature françaises durant les vacances d'été. Ces cours se poursuivirent pendant toute l'année scolaire 1918-1919 par deux autres professeurs de l'Institut de Florence, Urbain Mengin et Eugénie Cathelin, dans un local d'une école primaire supérieure de jeunes filles, la Scuola Complementare Guacci Nobile, située dans le Palazzo Ruffo di Bagnara piazza Dante.
La faculté de Lettres de Grenoble chargea alors le musicologue Paul-Marie Masson, à l'époque également professeur à l'Institut de Florence, de fonder un institut français à Naples. Il fut créé au cours de l'automne 1919 et Paul-Marie Masson en fut le premier directeur.
Le 22 octobre 1921, par décret présidentiel, l'établissement s'émancipe de l'Institut de Florence pour être officiellement rattaché à l'Université de Grenoble. C'est pour cette raison qu'il est encore surnommé « il Grenoble » par les Napolitains.
D’abord hébergé au Palais Corigliano dans le centre historique, l’Institut déménage en 1933 vers le nouveau quartier résidentiel de la Via Crispi, dans un bâtiment d’inspiration néo-classique construit en 1884 par l’architecte anglo-napolitain Lamont Young.
Henri Bosco fait partie de ses plus illustres enseignants. Il a écrit à Naples ses premiers romans : Pierre Lampédouze, Irénée, mis en scène sous forme de pastiche par Gérard Valin ("Irénée et Pierre, L'harmattan, 2021).